# Lijst van voetbalinterlands Burundi - Soedan
Deze lijst van voetbalinterlands is een overzicht van alle officiële voetbalwedstrijden tussen de nationale teams van Burundi en Soedan. De landen hebben tot op heden elf keer tegen elkaar gespeeld. De eerste wedstrijd, een groepswedstrijd tijdens de CECAFA Cup 2002, vond plaats op 7 december 2002 in Arusha (Tanzania). Het laatste duel, een kwalificatiewedstrijd voor het African Championship of Nations 2018, werd gespeeld in Khartoem op 28 juli 2017.

## Wedstrijden
| №  | Plaats        | Datum            | Competitie                                        | Wedstrijd        | Uitslag |
| -- | ------------- | ---------------- | ------------------------------------------------- | ---------------- | ------- |
| 1  | Arusha        | 7 december 2002  | CECAFA Cup 2002                                   | Soedan − Burundi | 2 − 1   |
| 2  | Addis Abeba   | 22 december 2004 | CECAFA Cup 2004                                   | Soedan − Burundi | 1 − 2   |
| 3  | Addis Abeba   | 6 december 2006  | CECAFA Cup 2006                                   | Burundi − Soedan | 0 − 1   |
| 4  | Dar es Salaam | 19 december 2007 | CECAFA Cup 2007                                   | Burundi − Soedan | 1 − 2   |
| 5  | Jinja         | 6 januari 2009   | CECAFA Cup 2008                                   | Burundi − Soedan | 1 − 0   |
| 6  | Dar es Salaam | 5 december 2011  | CECAFA Cup 2011                                   | Burundi − Soedan | 0 − 2   |
| 7  | Kampala       | 1 december 2012  | CECAFA Cup 2012                                   | Soedan − Burundi | 3 − 1   |
| 8  | Bujumbura     | 5 juli 2013      | African Championship of Nations 2014 kwalificatie | Burundi − Soedan | 1 − 1   |
| 9  | Omdurman      | 28 juli 2013     | African Championship of Nations 2014 kwalificatie | Soedan − Burundi | 1 − 1   |
| 10 | Bujumbura     | 23 juli 2017     | African Championship of Nations 2018 kwalificatie | Burundi − Soedan | 0 − 0   |
| 11 | Khartoem      | 28 juli 2017     | African Championship of Nations 2018 kwalificatie | Soedan − Burundi | 1 − 0   |

## Samenvatting
| Competitie                                   | Totaal gespeeld | Winst Burundi | Gelijk | Winst Soedan | Doelsaldo Burundi – Soedan |
| -------------------------------------------- | --------------- | ------------- | ------ | ------------ | -------------------------- |
| African Championship of Nations-kwalificatie | 4               | 0             | 3      | 1            | 2 − 3                      |
| CECAFA Cup                                   | 7               | 3             | 0      | 4            | 6 − 11                     |
| Totaal                                       | 11              | 3             | 3      | 5            | 8 − 14                     |

Wedstrijden bepaald door strafschoppen worden, in lijn met de FIFA, als een gelijkspel gerekend.
FFB · Burundees vrouwenelftal · Olympisch elftal
Interlands
Tegenstander:
Algerije ·
Angola ·
Bahrein ·
Bangladesh ·
Benin ·
Botswana ·
Burkina Faso ·
Centraal-Afrikaanse Republiek ·
Comoren ·
Congo-Brazzaville ·
Congo-Kinshasa ·
Djibouti ·
Egypte ·
Eritrea ·
Ethiopië ·
Gabon ·
Gambia ·
Ghana ·
Guinee ·
Indonesië ·
Ivoorkust ·
Kameroen ·
Kenia ·
Lesotho ·
Liberia ·
Madagaskar ·
Malawi ·
Mali ·
Marokko ·
Mauritanië ·
Mauritius ·
Myanmar ·
Namibië ·
Niger ·
Nigeria ·
Oeganda ·
Palestina ·
Rwanda ·
Senegal ·
Seychellen ·
Sierra Leone ·
Soedan ·
Somalië ·
Tanzania ·
Tunesië ·
Zambia ·
Zimbabwe ·
Zuid-Afrika ·
Zuid-Soedan
SFA ·
Bondscoaches ·
Topscorers ·
Soedanees vrouwenelftal
1956 · 
1957 · 
1958 · 
1959 · 
1960 · 
1961 · 
1962 · 
1963 · 
1964 · 
1965 · 
1966 · 
1967 · 
1968 · 
1969 · 
1970 · 
1971 · 
1972 · 
1973 · 
1974 · 
1975 · 
1976 · 
1977 · 
1978 · 
1979 · 
1980 · 
1981 · 
1982 · 
1983 · 
1984 · 
1985 · 
1986 · 
1987 · 
1988 · 
1989 · 
1990 · 
1991 · 
1992 · 
1993 · 
1994 · 
1995 · 
1996 · 
1997 · 
1998 · 
1999 · 
2000 · 
2001 · 
2002 · 
2003 · 
2004 · 
2005 · 
2006 · 
2007 · 
2008 · 
2009 · 
2010 · 
2011 · 
2012 · 
2013 · 
2014 ·
2015 ·
2016 ·
2017 ·
2018 ·
2019 ·
2020 ·
2021
Algerije ·
Angola ·
Bahrein ·
Bangladesh ·
Benin ·
Burkina Faso ·
Burundi ·
Centraal-Afrikaanse Republiek ·
China ·
Congo-Brazzaville ·
Congo-Kinshasa ·
Djibouti ·
Egypte ·
Equatoriaal-Guinea ·
Eritrea ·
Ethiopië ·
Gabon ·
Ghana ·
Guinee ·
Guinee-Bissau ·
Irak ·
Ivoorkust ·
Jemen ·
Jordanië ·
Kameroen ·
Kenia ·
Koeweit ·
Lesotho ·
Libanon ·
Liberia ·
Libië ·
Madagaskar ·
Malawi ·
Mali ·
Marokko ·
Mauritanië ·
Mauritius ·
Mozambique ·
Nieuw-Zeeland ·
Niger ·
Nigeria ·
Oeganda ·
Oman ·
Palestina ·
Qatar ·
Rwanda ·
Saoedi-Arabië ·
Sao Tomé en Principe ·
Senegal ·
Seychellen ·
Sierra Leone ·
Somalië ·
Sri Lanka ·
Swaziland ·
Syrië ·
Tanzania ·
Togo ·
Tsjaad ·
Tunesië ·
Verenigde Arabische Emiraten ·
Zambia ·
Zimbabwe ·
Zuid-Afrika ·
Zuid-Korea ·
Zuid-Soedan